# 鲍里斯·戈杜诺夫 (歌剧)
《鲍里斯·戈杜诺夫》（俄语： I 英式發音: bɔːrɪs ˈɡɒdənɒv），也譯作戈東諾夫、高篤諾夫、郭都諾夫、郭德諾夫，是莫傑斯特·彼得羅維奇·穆索斯基创作的歌剧。该作品于1868年至1873年间创作于俄国圣彼得堡。作品的主人公是鮑里斯·戈東諾夫，此人于1598年至1613年间俄国处于政治剧变时期为俄国沙皇。剧本是作曲家以普希金的话剧《鲍里斯·戈东诺夫》为蓝本创作，1872年的改写本则以卡拉姆津的俄羅斯國家史为蓝本。

## 外部連結
- 鲍里斯·戈杜诺夫 (歌剧)：国际乐谱典藏计划上的乐谱